# San Ramón (Boliwia)
San Ramón – miasto w Boliwii, w departamencie Beni, w prowincji Mamore.